# De Dijk (album)
De Dijk is het eerste studioalbum van de Nederlandse band De Dijk, uitgebracht in 1982. Het album is opgenomen in Studio Bandstand in Hilversum en de Soundpush Studios in Blaricum. De teksten van de nummers zijn geschreven door Huub van der Lubbe, behalve het nummer Zeker, dit is geschreven door Hans Trompetter.

## Nummers
| Nr. | Titel                   | Schrijver(s)                                                       | Duur |
| --- | ----------------------- | ------------------------------------------------------------------ | ---- |
| 1.  | De stilte voor de storm | Nico Arzbach, Huub van der Lubbe                                   | 4:40 |
| 2.  | Late café               | Hans van der Lubbe, Huub van der Lubbe                             | 3:55 |
| 3.  | Zo dichtbij             | Bert Stelder, Huub van der Lubbe                                   | 2:40 |
| 4.  | Bloedend hart           | Daniel Derks, Bert Stelder, Hans van der Lubbe, Huub van der Lubbe | 3:43 |
| 5.  | Koud & eenzaam          | Jan Robijns, Huub van der Lubbe                                    | 2:05 |

| Nr. | Titel             | Schrijver(s)                                   | Duur |
| --- | ----------------- | ---------------------------------------------- | ---- |
| 1.  | Knock out         | Bert Stelder, Huub van der Lubbe               | 4:08 |
| 2.  | Stad bij nacht    | Nico Arzbach, Huub van der Lubbe               | 4:02 |
| 3.  | Juninummer blz. 4 | Bert Stelder, Nico Arzbach, Huub van der Lubbe | 2:50 |
| 4.  | Ik wil niet dood  | Bert Stelder, Huub van der Lubbe               | 2:50 |
| 5.  | Zeker             | Bert Stelder, Hans Trompetter                  | 3:18 |